# Ski Duret
L’entreprise Duret, créée dans les années 1920 et située à Flachères, est l’une des plus anciennes fabriques française de skis.

## Historique
L'entreprise Duret commence à fabriquer des skis dans les années 1920 à Habère-Lullin,. Tout d’abord constitué d’une simple lame de bois avec des lanières clouées pour le maintien de la chaussure, la conception des skis Duret va vite gagner en complexité. Les évolutions techniques ponctuent le développement de l'entreprise depuis sa création.
Duret propose des produits customs sur toute sa gamme. Spécialiste du ski et du monoski, Duret propose des produits artisanaux variés : essence de bois noble, carbone, titanal, etc., de fabrication française allant de l’alpin au freeride en passant par la randonnée. 